# Gilberto Lozano
Gilberto de Jesús Lozano González (Monterrey, Nuevo León; 27 de enero de 1956) es empresario mexicano, activista ciudadano, líder social, fundador del Congreso Nacional Ciudadano (CONACI) y del Frente Nacional Anti-AMLO (FRENAA).

## Biografía
Gilberto Lozano nació en Monterrey, Nuevo León, el 27 de enero de 1956. Fue obrero especializado sindicado: mecánico de máquinas y herramientas, vendedor de productos puerta por puerta. Tramitó y obtuvo una beca-crédito para estudiar ingeniería mecánica administrativa en el Tec de Monterrey, carrera que concluyó en 1975; en 1980 estudió un posgrado en Administración de Calidad Total, en la Unión de Científicos e Ingenieros Japoneses (JUSE); Maestría en Administración, ITESM; Administración de Procesos de Cambio, con el profesor Larry Porras, de la Universidad Stanford, en 1987; y Administración de Organizaciones Públicas y Privadas, en la misma institución, en 1998.
Trabajó para la Cervecería Cuauhtémoc Moctezuma y para FEMSA, en 1995 asumió la dirección corporativa del Grupo FEMSA, así como también fue integrante del Consejo de Administración de esta última corporación, y de las siguientes entidades: Hospital San José del Tec de Monterrey, Hospital Muguerza en Monterrey, Consejo Coordinador Empresarial, Consejo Ejecutivo Coparmex Nacional. En junio de 1999 asumió la dirección ejecutiva del Club de Futbol Monterrey.
En diciembre de 2000, con la llegada de Vicente Fox a la presidencia de la República, fue nombrado oficial mayor de la Secretaría de Gobernación, encabezada por Santiago Creel, pero a los tres meses renunció, "al ver la falta de voluntad para una contundente transformación de México".
En 2009 fundó en Monterrey el Congreso Nacional Ciudadano (Conaci), bajo el nombre de Evolución Mexicana, en favor de las candidaturas independientes en el estado de Nuevo León.
Gilberto Lozano fue uno de los fundadores del Frente Nacional Anti-AMLO (FRENAA), que en junio de 2020 organizó caravanas automovilísticas en varias urbes mexicanas contra la permanencia de Andrés Manuel López Obrador en la presidencia de la República.
El sábado 19 de septiembre de 2020, integrantes de FRENAA no pudieron llegar al Zócalo de la Ciudad de México, donde pensaban acampar durante semanas para manifestar su repudio a las políticas del Presidente de México, porque policías capitalinos les impidieron avanzar, por lo que decidieron comenzar su plantón anti-AMLO en casas de campaña por la avenida Juárez, frente al Palacio de Bellas Artes.
Lozano renunció a FRENAA el 14 de junio de 2023, para ir en búsqueda de una candidatura independiente hacia la presidencia de la República, en las elecciones federales del domingo 2 de junio de 2024.